# Piptocarpha
Piptocarpha es un género de plantas fanerógamas perteneciente a la familia de las asteráceas. Comprende 101 especies descritas y de estas, solo 43 aceptadas. Se distribuye mayormente por Brasil.

## Descripción
Son arbustos escandentes, que alcanzan un tamaño de hasta 9 (–20) m de alto, laxamente ramificados; ramas estriadas, tomentoso-lepidotas, cinéreas a café-amarillentas. Hojas alternas, no agrupadas, las caulinares elípticas a oblongas o ampliamente ovadas, 6–20 cm de largo y 4–10 cm de ancho, ápice agudo a cortamente acuminado, base oblicua, margen entero a ligeramente denticulado, haz glabra, envés densamente estrellado-tomentoso, café-amarillento, a veces salpicado con glándulas; pecíolos sulcados, (5–) 10–25 mm de largo. Capitulescencias de fascículos corimbosos densos, axilares; capítulos discoides, 20–60, con 6 flósculos; involucros ovoides a angostamente campanulados, 5–6 mm de largo y 3–4 mm de ancho; receptáculos convexos, desnudos; filarias generalmente en 4 series, deltoides a linear-elípticas, las internas caducas, con frecuencia glandulosas, ápice agudo a obtuso, márgenes ciliados a aracnoides; corolas 6–8 mm de largo, cremas, el tubo 4–5 mm de largo, los lobos 1.5–3 mm de largo, glabros; anteras 3–3.5 mm de largo, aurículas basales agudamente caudadas, estilos 6–7 mm de largo. Aquenios cilíndricos, 10-acostillados, punteado-glandulares, 2.5–3.2 mm de largo; vilano débilmente biseriado, blanco, las cerdas internas filiformes, 5–7 mm de largo, las exteriores desiguales, mucho más cortas, generalmente menos de 1 mm de largo.

## Taxonomía
El género fue descrito por Robert Brown y publicado en Observations on the Natural Family of Plants called Compositae 121. 1817. La especie tipo es: Piptocarpha brasiliana Cass.	

## Especies aceptadas
A continuación se brinda un listado de las especies del género Piptocarpha aceptadas hasta septiembre de 2012, ordenadas alfabéticamente. Para cada una se indica el nombre binomial seguido del autor, abreviado según las convenciones y usos.
- Piptocarpha angustifolia Dusén
- Piptocarpha asterotrichia (Poepp.) Baker
- Piptocarpha atratoensis Cuatrec.
- Piptocarpha auyantepuiensis Aristeg.
- Piptocarpha axillaris (Less.) Baker
- Piptocarpha boyacensis Cuatrec.
- Piptocarpha brasiliana Cass.
- Piptocarpha densifolia Dusén ex G.Lom.Sm.
- Piptocarpha geraldsmithii H.Rob.
- Piptocarpha gutierrezii Cuatrec.
- Piptocarpha isotrichia (DC.) Cabrera & Vittet
- Piptocarpha jauaensis Aristeg. & Steyerm.
- Piptocarpha jonesiana G.Lom.Sm.
- Piptocarpha klugii H.Rob.
- Piptocarpha lechleri (Sch.Bip.) Baker
- Piptocarpha leprosa (Less.) Baker
- Piptocarpha lucida (Spreng.) Benn. ex Baker
- Piptocarpha lundiana (Less.) Baker
- Piptocarpha macropoda (DC.) Baker
- Piptocarpha notata (Less.) Baker
- Piptocarpha oblonga (Gardner) Baker
- Piptocarpha opaca (Benth.) Baker
- Piptocarpha opacs Baker
- Piptocarpha organensis Cabrera
- Piptocarpha pellucida (Sch.Bip.) Baker
- Piptocarpha poeppigiana (DC.) Baker
- Piptocarpha polycephala Baker
- Piptocarpha pyrifolia (DC.) Baker
- Piptocarpha quadrangularis (Vell.) Baker
- Piptocarpha ramboi G.Lom.Sm.
- Piptocarpha ramiflora (Spreng.) Baker
- Piptocarpha regnellii (Sch.Bip.) Cabrera
- Piptocarpha riedelii (Sch.Bip.) Baker
- Piptocarpha robusta G.M.Barroso
- Piptocarpha rotundifolia (Less.) Baker
- Piptocarpha sellowii (Sch.Bip.) Baker
- Piptocarpha stifftioides H.Rob.
- Piptocarpha tetrantha Urb.
- Piptocarpha tomentosa Baker
- Piptocarpha triflora (Aubl.) Benn. ex Baker
- Piptocarpha vasquezii H.Rob.
- Piptocarpha verticillata (Vell.) H.Rob.